# کایت‌سواری

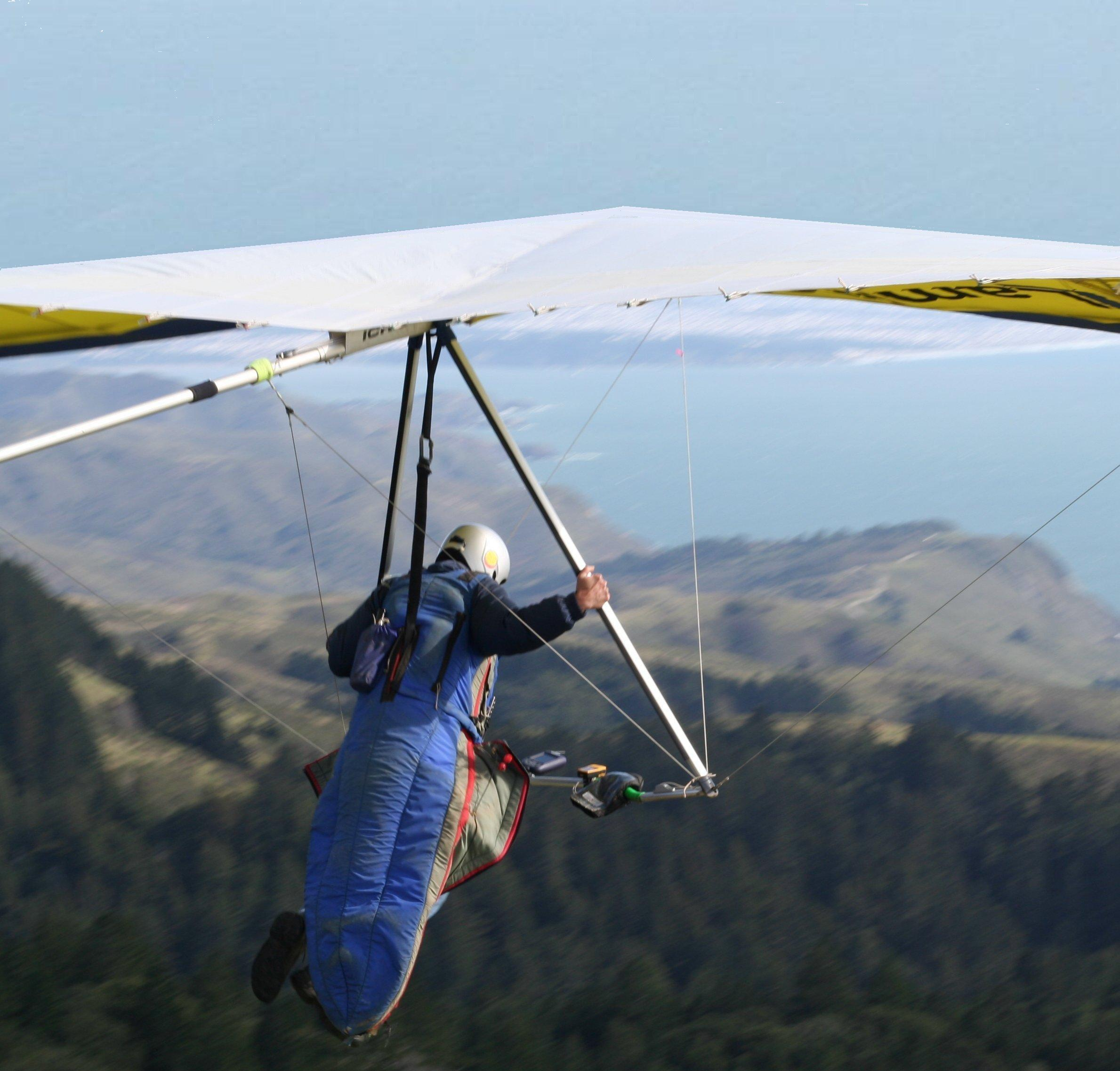
یک کایت‌سوار، سوار بر کایت

کایت‌سواری یا هنگ-گلایدینگ نام یک ورزش هوایی است که خلبان در آن به حالت آویزان زیر بال‌های هواگردی بدون موتور بنام کایت (kite) یا سبک‌پَر قرار می‌گیرد و در هنگام فرود روی پاهای خود فرود می‌آید.
کایت یا سبک‌پر وسیلهٔ هوایی بسیار سبک است با بال‌هایی شبیه به بال پرندگان که قادر به سریدن در هواست؛ این وسیله ممکن است مجهز به موتور کمکی باشد.
بدنه هواگرد و بال بیشتر کایت‌های امروزی از آلیاژ آلومینیوم و کامپوزیت ساخته می‌شود. خلبان در این هواگرد در جای محکمی به صورت آویزان از بدنه هواگرد قرار گرفته و هواگرد را کنترل می‌کند. بال‌های این هواگرد متحرک هستند و خلبان از این راه کایت را کنترل می‌کند. اما در برخی کایت‌های مدرن از سامانه کنترل پرواز هواگرد استفاده می‌گردد. برخی از جنبه‌های سبک‌پرها زیر نظر فدراسیون بین‌المللی هوانوردی و سازمانٔ‌های هوافضا است.

## تاریخچه کایت
ریشه‌های کایت به اواخر قرن نوزدهم بازمی‌گردد. در سال ۱۸۵۳ جورج کیلی یک گلایدر شیبدار ساخت و آزمایش کرد. بعدها اتو لیلینتال در دههٔ ۱۸۹۰ با طراحی گلایدرهایی قابل کنترل، پایه‌های این ورزش را بنا گذاشت. در دههٔ ۱۹۶۰، با طراحی بال انعطاف‌پذیر توسط فرانسیس روگالو و گسترش آن توسط مخترعانی مثل مایک دانکن، هنگ‌گلایدرهای مدرن امروزی شکل گرفتند.